# Strikeforce: Diaz vs. Daley
Strikeforce: Diaz vs. Daley（ストライクフォース：ディアス・バーサス・デイリー）は、アメリカ合衆国の総合格闘技団体「Strikeforce」の大会の一つ。2011年4月9日、カリフォルニア州サンディエゴのバレービュー・カジノセンターで開催された。

## 大会概要
本大会ではStrikeforce世界ウェルター級タイトルマッチとStrikeforce世界ライト級タイトルマッチが組まれた。
Gladiator Challengeフェザー級王者ロバート・ペラルタ、元修斗世界ウェルター級王者川尻達也がStrikeforceデビュー。

## 試合結果
第6試合 フェザー級ワンマッチ 5分3R
○  ロバート・ペラルタ vs.  高谷裕之 ×
3R終了 判定3-0
第7試合 ライト級ワンマッチ 5分3R
○  青木真也 vs.  ライル・ビアボーム ×
1R 1:33 ネッククランク
第8試合 ライトヘビー級ワンマッチ 5分3R
△  ゲガール・ムサシ vs.  キース・ジャーディン △
3R終了 判定1-0
第9試合 Strikeforce世界ライト級タイトルマッチ 5分5R
○  ギルバート・メレンデス vs.  川尻達也 ×
1R 3:14 TKO（グラウンドの肘打ち）
※メレンデスが2度目の防衛に成功。
第10試合 Strikeforce世界ウェルター級タイトルマッチ 5分5R
○  ニック・ディアス vs.  ポール・デイリー ×
1R 4:57 TKO（パウンド）
※ディアスが3度目の防衛に成功。